# Galaktyka Koło Wozu
Galaktyka Koło Wozu (również ESO 350-G40) – galaktyka pierścieniowa znajdująca się w konstelacji Rzeźbiarza. Galaktyka ta jest odległa o około 500 milionów lat świetlnych od Ziemi, a jej średnica wynosi około 150 tys. lat świetlnych.
Wygląd Galaktyki Koło Wozu jest wynikiem kolizji dwóch galaktyk, która nastąpiła miliony lat temu. Mniejsza galaktyka przeszła przez dużą galaktykę spiralną odrzucając jej gwiazdy w otaczający środek pierścień. Rotująca fala gęstości, która odpowiada za tworzenie ramion spiralnych, została zaburzona. Spowodowało to zanik struktury spiralnej. Mniejsza galaktyka oddaliła się już z miejsca zderzenia pozwalając na powolną regenerację ramion spiralnych widocznych teraz jako mgliste szprychy rozchodzące się od zwartego jądra. Zderzenie to wywołało falę formowania gwiazd, która koliście rozeszła się od punktu zderzenia podobnie jak fale na powierzchni stawu. Proces ten prowadzi do gwałtownego powstawania gorących, jasnych gwiazd tworzących zewnętrzny pierścień. Z kolei fala rozchodząca się od zewnętrznego pierścienia do centrum galaktyki prawdopodobnie skupiła jądro galaktyki, przypominające obecnie środek tarczy strzelniczej. W jądrze galaktyki znaleziono obłoki kometarne ciągnące się przez tysiące lat świetlnych. Powstają one, gdy gorący i szybki gaz, wprawiony w ruch przez kolizję, przedziera się przez gęstszą i wolniejszą materię.

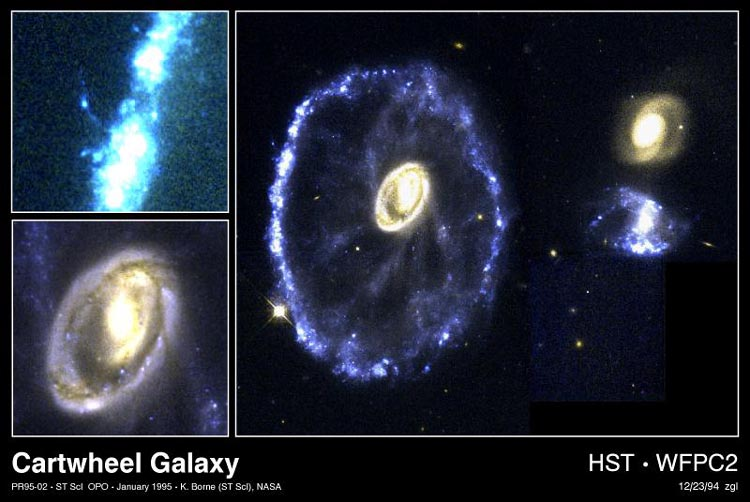
Ślady kolizji. Lewy górny róg: zewnętrzny pierścień młodych gwiazd. Lewy dolny: obłoki kometarne w jądrze.

Przez lata uważano, że sprawcą tej galaktycznej kolizji była jedna z dwóch najbliższych galaktyk. Obie widoczne są na zdjęciu z prawej strony Galaktyki Koło Wozu. W wypadku małej niebieskiej galaktyki na jej udział w kolizji wskazywał jej nieregularny kształt oraz zachodzące w niej intensywne procesy powstawania gwiazd. Z kolei żółta galaktyka wygląda, jakby w wyniku kolizji została obdarta ze swojego gwiazdotwórczego gazu. Jednakże badania przeprowadzone na falach radiowych ujawniły strumień gazu ciągnący się do galaktyki odległej od miejsca zdarzenia o 250 000 lat świetlnych. To właśnie ta niewidoczna na zdjęciu galaktyka jest rzeczywistym sprawcą kolizji.
Podobne wydarzenia nie zdarzają się w kosmosie często. Zazwyczaj kolizje międzygalaktyczne są tylko draśnięciami lub powolnym tańcem ku ostatecznemu połączeniu obiektów w jeden. Podczas zderzenia galaktyk nie dochodzi też do zderzania się gwiazd. Galaktyka Koło Wozu jest przykładem jak wyglądają skutki prostopadłego przejścia jednej galaktyki przez drugą z wielką prędkością. 